# 波莫納學院
波莫納學院（Pomona College i/pəˈmoʊnə/ pə-MOH-nə）是位於美國加利福尼亞州克萊蒙特的一所私立文理學院。

## 历史
創辦於1887年，為克萊蒙特諸校的始創成員院校之一。

## 校區

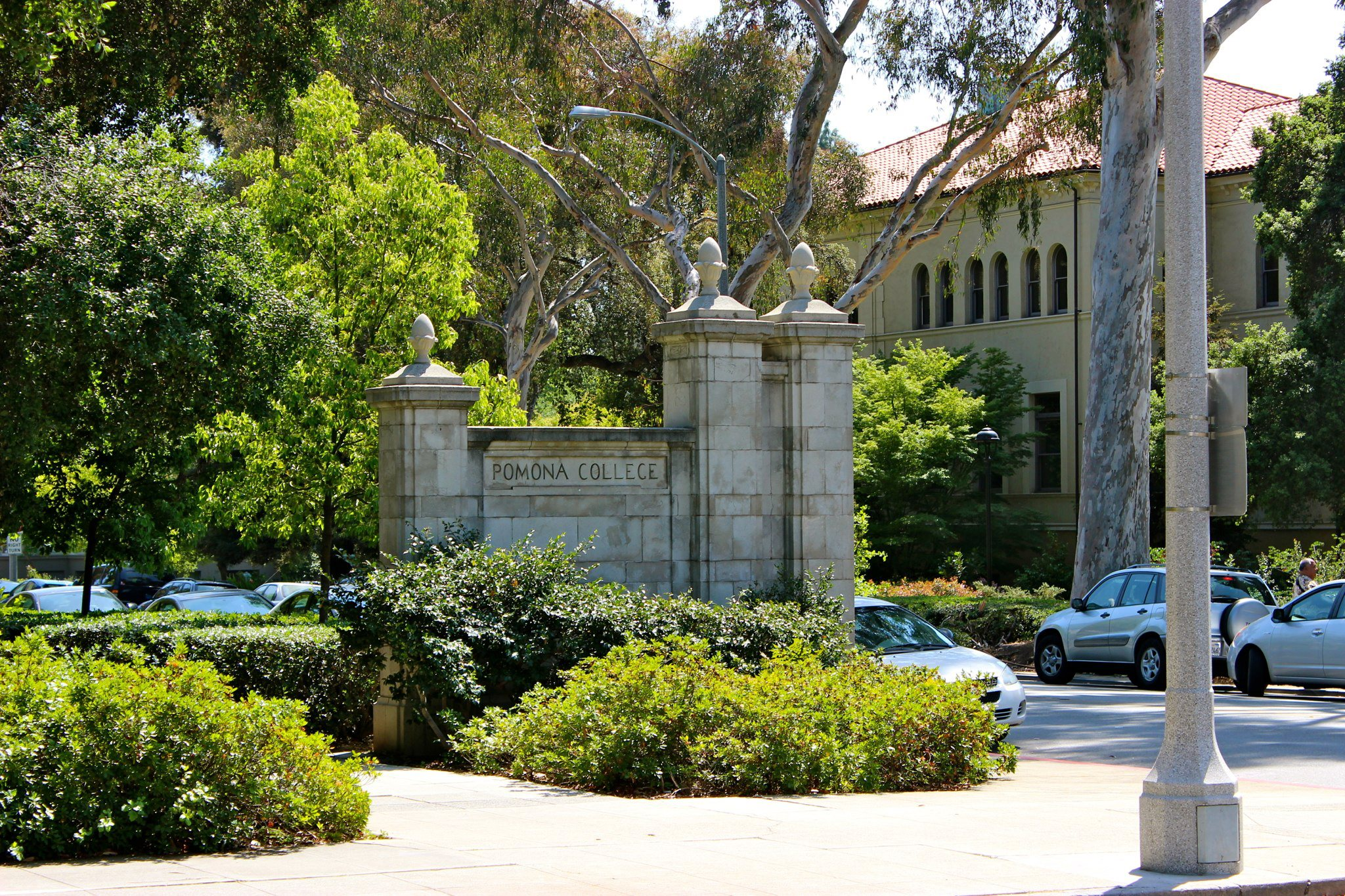
學院的大門

波莫納學院靠近聖蓋博山，校區面積約140英畝（57公頃），共63棟建築，其中14個是宿舍樓。它的第一所建築是一所未完工的酒店，即今日之薩姆納堂（Sumner Hall）。1909年詹姆斯·布莱斯德尔成為校長時該學院只有7所建築，但在其任內迅速擴張。他買下了校園周圍的空地，為後來學院進一步擴大奠定了基礎。

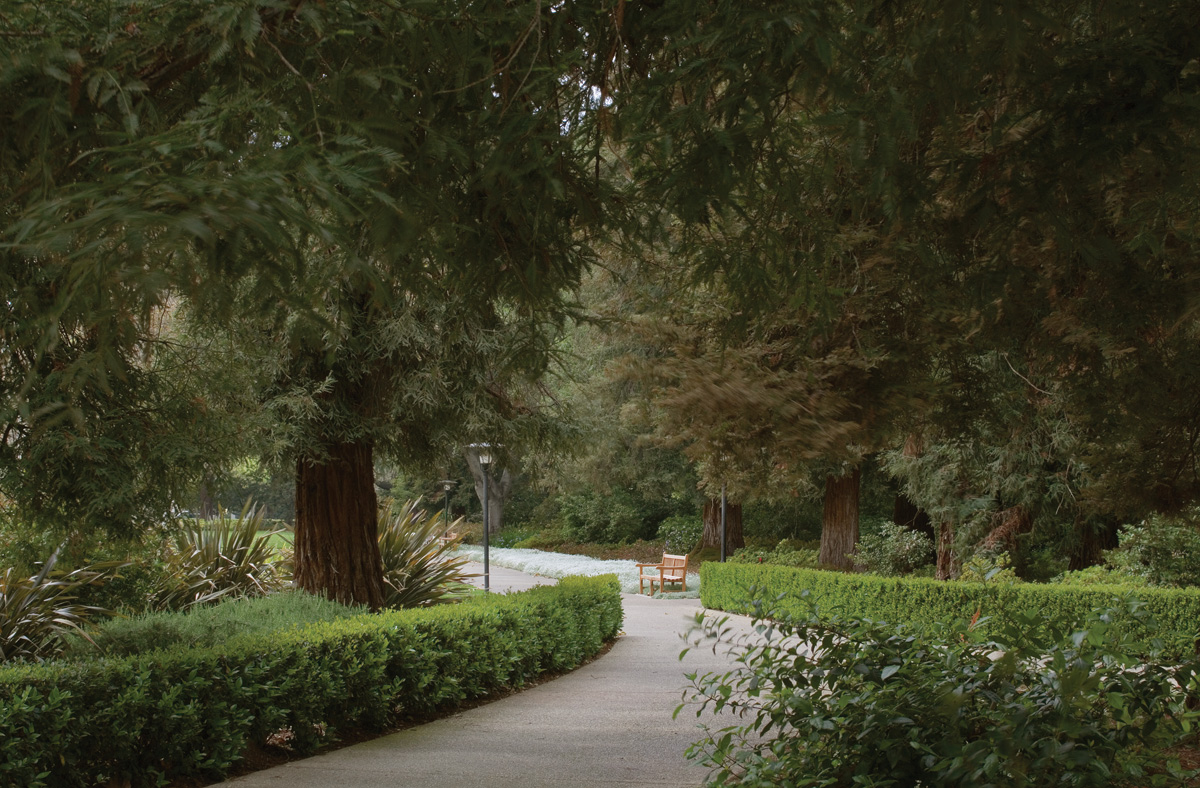
馬斯頓方庭

該學院大一和大二的社會人文學生基本都在南部校區住宿、上課。薩姆納堂就位於此地，招生辦在這裡辦公。布里奇斯禮堂（Bridges Auditorium）裡會舉辦音樂會和演講，不過該學院也有專門的音樂廳布里奇斯音樂廳（Bridges Hall of Music，即Little Bridges），它建造于1915年，可容納600人。波莫納學院美術館是一個小型美術館，收藏有歐洲和美國的藝術作品。卡內基大樓（Carnegie Building）是政治和經濟學部所在地，建於1929年，本來是學院圖書館。卡內基大樓和布里奇斯禮堂之間是馬斯頓方庭（Marston Quadrangle）。此外南校區內還有一個有機農場。科學類學科多位於北部校區，高年級學生也多住在這裡。

## 外部連結
- 官方网站